# Фаїз Селемані
Фаїз Селемані (фр. Faïz Selemani, нар. 14 листопада 1993, Марсель) — коморський футболіст, фланговий півзахисник клубу «Юніон».
Виступав, зокрема, за клуби «Ніор» та «Лор'ян».

## Клубна кар'єра
Народився 14 листопада 1993 року в місті Марсель. Вихованець юнацьких команд футбольних клубів «Марсель» та «Кот Блю».
У дорослому футболі дебютував 2014 року виступами за команду клубу «Консолат», в якій провів один сезон, взявши участь у 25 матчах чемпіонату. 
Протягом 2015—2016 років захищав кольори команди клубу «Ніор».
Своєю грою за останню команду привернув увагу представників тренерського штабу клубу «Лор'ян», до складу якого приєднався 2016 року. Відіграв за команду з Лор'яна наступний сезон своєї ігрової кар'єри.
Протягом 2017 року захищав кольори команди клубу «Тур» на правах оренди.
2017 року повернувся до клубу «Лор'ян». Цього разу провів у складі його команди один сезон. 
Протягом 2018 року захищав кольори команди клубу «Аяччо» на правах оренди.
До складу клубу «Юніон» приєднався 2018 року. Станом на 16 травня 2019 року відіграв за брюссельську команду 29 матчів в національному чемпіонаті.

## Виступи за збірну
2017 року дебютував в офіційних матчах у складі національної збірної Коморських Островів.